# アイナ・スーエズ
アイナ・スーエズ（Ina Souez, 1903年6月3日 - 1992年12月3日）は、アメリカのソプラノ歌手、ジャズ・シンガー。「アイナ・スーエツ」と表記されることもある。本名はアイナ・メアリー・レインズ(Ina Mary Rains)。
コロラド州ウィンザーの生まれ。
幼少時よりカナダ人コントラルト歌手のフローレンス・ヒンリクスに師事した後、ミラノに留学してソフィア・デル・カンポに師事。
1928年にイヴレーアでジャコモ・プッチーニの《ラ・ボエーム》のミミ役でオペラ・デビューを飾った。
1929年と1935年にはコヴェントガーデン王立歌劇場に出演して好評を博し、1934年から1939年までグラインドボーン音楽祭で活躍した。
1940年に帰国してニューヨーク・オペラ・カンパニーで歌った後、アメリカ陸軍の女性工兵隊として戦争に参加した。
戦後の1945年にニューヨーク・シティ・オペラに出演後はジャズ・シンガーに転向し、スパイク・ジョーンズのメンバーとして参加した。
サンタモニカにて死去。